# Felsőegerszeg
Felsőegerszeg je selo u središnjoj južnoj Mađarskoj.
Zauzima površinu od 4,84 km četvorna.

## Zemljopisni položaj
Nalazi se na 46° 15' sjeverne zemljopisne širine i 18° 8' istočne zemljopisne dužine, sjeverozapadno od Mečeka. Kotarsko sjedište, gradić Šaš je 1 km zapadno. 1 km sjeverozapadno se nalazi Vázsnok. 2 km sjeverno sjeveroistočno je Tarrós, Tikeš je 4 km sjeveroistočno, Kisvaszar je 6 km sjeveroistočno, Varga je 500 m jugoistočno, Raslovo je 2,5 km južno jugozapadno.

## Upravna organizacija
Upravno pripada Šaškoj mikroregiji u Baranjskoj županiji. Poštanski broj je 7370.

## Povijest
Ovo područje je bilo naseljeno i u pretpovijesti. Nađeni su nalazi iz mlađeg brončanog doba te grobovi iz željeznog doba.
Današnje naselje se prvi put spominje pod imenom Egörszeg .
Selo je u kasnijem srednjem vijeku došlo pod tursku vlast.
Nakon oslobođenja od Turaka, velika šume na ovom području su bile raskrčene.
1904. je za velikih preimenovanja naselja u Kraljevini Ugarskoj i ovo selo promijenilo ime u današnji oblik, Felsőegerszeg.
Krajem prošlog stoljeća je u selu živjelo 162 stanovnika. 
Između dvaju svjetskih ratova je u selu izgrađena narodna knjižnica.
1960. je formirana kooperantska farma, koja je sjedinjena s farmom iz Šaša 1965.

## Promet
2 km zapadno od sela, kroz gradić Šaš, prolazi željeznička prometnica Selurinac-Dombóvár.

## Stanovništvo
Felsőegerszeg ima 159 stanovnika (2001.). Mađari su većina. Romi, čine nešto iznad 9%. 88% je rimokatolika.

## Značajne osobe
- Ádám Szonner, šaški kanonik

## Vanjske poveznice
- Felsőegerszeg na fallingrain.com